# عليآباد لوتش (مقاطعة دهغلان)
عليآباد لوتش (بالفارسية: علی‌آباد لوچ) هي قرية تقع في قسم ايلان الشمالي الريفي (مقاطعة دهغلان) في إيران. يقدر عدد سكانها بـ 244 نسمة بحسب إحصاء 2016.